# Type 97 (metralhadora)
A metralhadora Type 97 (九七式車載重機関銃, Kyū-nana-shiki shasai jū-kikanjū) foi a metralhadora padrão usada em tanques e veículos blindados do Exército Imperial Japonês durante a Segunda Guerra Mundial e como metralhadora leve pelas forças de infantaria. Esta arma não estava relacionada à metralhadora Type 97 usada em várias aeronaves da Marinha japonesa, incluindo o Mitsubushi A6M Zero.

## Desenvolvimento
Inicialmente, a metralhadora leve Type 11 foi modificada pelo Departamento Técnico do Exército para uso em tanques e outros veículos blindados, e foi produzida para esta aplicação sob a designação "metralhadora móvel Type 91". No entanto, os problemas básicos de projeto da Type 11 permaneceram, incluindo sua tendência a emperrar devido à menor quantidade de areia ou sujeira, e a baixa letalidade e falta de poder de parada de seus cartuchos 6,5x50mm Arisaka.
Durante os estágios iniciais da Segunda Guerra Sino-Japonesa, as forças japonesas capturaram uma série de metralhadoras leves tchecas ZB vz/26 do Exército Nacional Revolucionário Chinês; suas inúmeras vantagens de projeto levaram ao desenvolvimento da Type 97. Ela foi usada de forma modificada para veículos blindados até 1940, quando o exército japonês mudou para um cartucho sem aro de 7,7 mm.

## Projeto

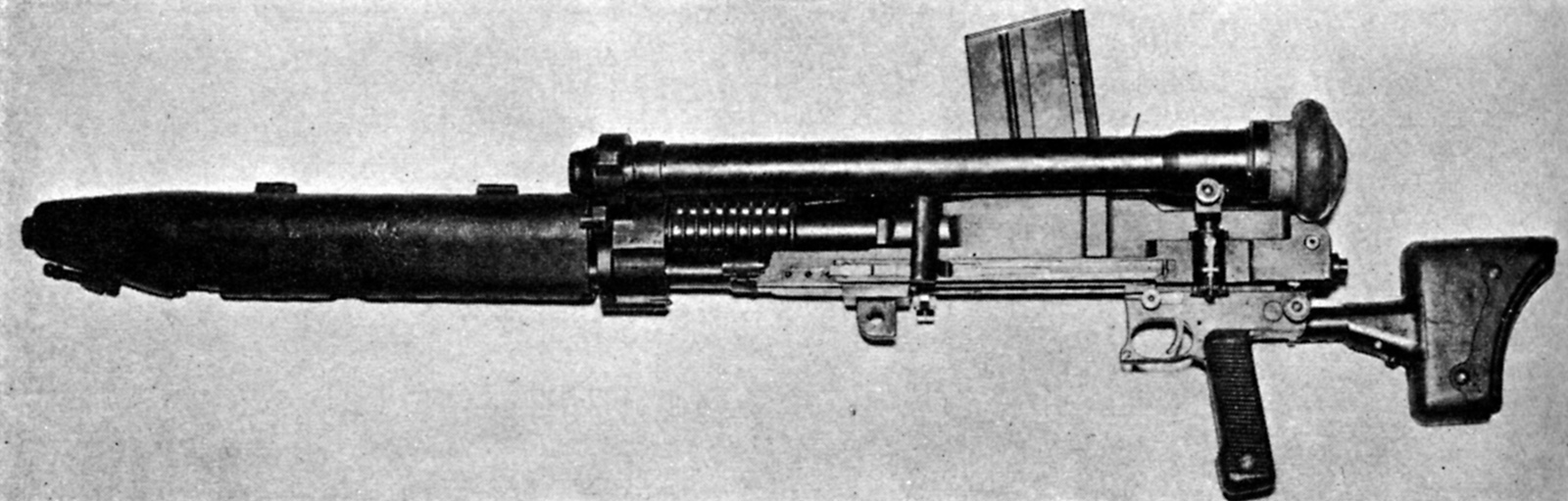
Uma metralhadora Type 97, mostrada com mira telescópica, carregador e proteção de manga

A Type 97 era mecanicamente semelhante à ZB vz. 26 tcheca, com coronha e punho de pistola diferentes. Ela tinha um carregador reto e vertical de 20 tiros e usava os mesmos cartuchos de 7,7 mm usados no fuzil Type 99. Tal como acontece com todas as armas automáticas refrigeradas a ar, o cano da arma poderia superaquecer facilmente, o que significava que o operador teria que atirar em rajadas.
Quando instalada em um tanque, foi utilizada uma mira telescópica de foco fixo 1,5x com campo de visão de 30°. Para evitar ferimentos ao operador, uma almofada de borracha foi fixada na parte traseira da mira.
Quando usado como arma de infantaria, um bipé era empregado. Sem o bipé pesava 11,25 kg.

## Implantação
A Type 97 entrou em serviço em 1937 e foi usada em todos os tanques e outros veículos blindados japoneses até o final da guerra. A Marinha Imperial Japonesa também utilizou a arma em seus veículos de combate, como o carro blindado pesado Type 92 Jyu-Sokosha (tanquete).
Era muito menos comum como arma de infantaria independente devido ao seu peso. Como resultado desse problema de peso, a metralhadora leve Type 99 de aparência semelhante, mas diferente internamente, foi desenvolvida no mesmo calibre e implantada em seu lugar.
Foi usada pelas forças comunistas durante a Guerra da Coreia.